# アンドレイ・アルロフスキー
アンドレイ・アルロフスキー（ベラルーシ語: Андрэй Арлоўскі、英語: Andrei Arlovski、1979年2月4日 - ）は、ベラルーシの男性総合格闘家。ミンスク出身。アメリカ合衆国ニューメキシコ州アルバカーキ在住。アメリカン・トップチーム所属。第11代UFC世界ヘビー級王者。ベラルーシ人史上初のUFC世界王者。

## 来歴
16歳からサンボ、柔道、キックボクシングを始める。18歳で警察学校に入学し、世界ユースサンボ選手権で優勝、世界サンボ選手権とワールドカップで銀メダルを獲得した。
1999年4月9日、ロシアで開催されたM-1 MFCでプロ総合格闘技デビュー。ヴィアチェスラフ・ダトシクと対戦し、1ラウンドでKO負け。1年後の2000年4月9日にはM-1のヨーロッパ選手権ヘビー級に出場し、決勝でローマン・ゼンツォフをTKOで下し優勝を果たした。

### UFC

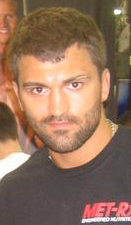
アルロフスキー（2007年）

2000年11月11日、UFC初参戦となったUFC 28でアーロン・ブリンクと対戦し、腕ひしぎ十字固めで一本勝ち。
2001年6月29日、UFC 32でリコ・ロドリゲスと対戦し、マウントパンチでTKO負けを喫した。続くペドロ・ヒーゾとの試合では散発的な打撃に終始してしまい、3ラウンドに勝負をかけてきたヒーゾにKO負けを喫し、UFC2連敗となった。
2002年、UFC 40でイアン・フリーマンと対戦し、1ラウンドTKO勝ち。UFC 44でウラジミール・マティシェンコと対戦し、右アッパーで1ラウンドTKO勝ちを収めた。UFC 47ではウェズリー・コレイラに2ラウンドTKO勝ち。
2005年2月5日、UFC 51でUFC世界ヘビー級王者フランク・ミアの交通事故による負傷によって制定された暫定王座を懸けてティム・シルビアと対戦。開始早々に右のパンチでダウンを奪い、アキレス腱固めで一本勝ちを収め王座獲得に成功した。
2005年6月4日、暫定王座初防衛戦となったUFC 53でジャスティン・エイラーズと対戦し、試合中に右膝の負傷でダウンしたエイラーズにパウンドを浴びせTKO勝ちを収め初防衛に成功した。
2005年10月7日、UFC 55の暫定王座防衛戦でポール・ブエンテロと対戦。開始15秒、ブエンテロの左に合わせたカウンターの右フックによるKO勝ちを収め2度目の防衛に成功した。一瞬の出来事だったため観客が理解出来ずブーイングが起こってしまい、実況も分からずに「何が起こった!」と言ってしまう程だったが、KOの瞬間がスクリーンに映し出されると大歓声で称えられた。また、ミアが防衛戦を行えなかったために、遡って8月12日付けで正規王座に認定された。
2006年4月15日、UFC 59で王座防衛戦としてティム・シルビアと再戦。1ラウンドに右のパンチでシルビアからダウンを奪うも、背を向け立ち上がろうとするシルビアに対しスタンドを許してしまう。再びパンチで前に出たがシルビアがカウンター気味に放ったアッパーでダウンしてしまい、そのままパウンドを貰い逆転のTKO負けを喫し王座陥落した。
2006年7月8日、UFC 61でティム・シルビアとの3度目の対戦が組まれ、0-3の判定負けを喫し王座獲得に失敗した。
2006年12月30日、UFC 66でアブダビコンバット王者のマーシオ・"ペジパーノ"・クルーズと対戦。グラウンドでの反則をめぐり揉める場面もあったが、パウンドでKO勝ちを収めた。
2007年4月21日、イギリスで行われたUFC 70でファブリシオ・ヴェウドゥムと対戦し、3-0の判定勝ち。
2008年3月1日、UFC 82でジェイク・オブライエンと対戦し、マウントパンチでTKO勝ち。
同年、契約延長の交渉がまとまらずUFCを離れることとなった。

### UFC離脱後
2008年7月19日、Affliction旗揚げ戦Affliction: Bannedでベン・ロズウェルと対戦し、パンチラッシュでKO勝ち。10月4日にはEliteXC: Heatに出場し、IFLヘビー級王者ロイ・ネルソンと対戦。パスガードを許す場面もあったが、2Rに右ストレートでKO勝ちを収めた。
2009年1月24日、Affliction: Day of ReckoningのWAMMA世界ヘビー級タイトルマッチでエメリヤーエンコ・ヒョードルと対戦。相手をコーナーに追いつめ、跳び膝蹴りを浴びせようとするも、カウンターの右フックで失神KO負けを喫し王座獲得に失敗した。
2009年6月6日、Strikeforce初参戦となったStrikeforce: Lawler vs. Shieldsでブレット・ロジャースと対戦し、試合開始早々パンチラッシュを受け22秒でTKO負けを喫した。
2010年5月15日、Strikeforce: Heavy Artilleryでアントニオ・シウバと対戦し、0-3の判定負け。
2010年10月2日に開催されたK-1トーナメント（K-1 WORLD GP 2010 IN SEOUL FINAL16）でラウル・カティナスと対戦予定だったが、鼻骨骨折のため出場できなかった。
2011年2月12日、Strikeforce: Fedor vs. Silvaのワールドグランプリ1回戦でセルゲイ・ハリトーノフと対戦し、失神KO負けを喫した。
2012年8月31日、ONE FC初参戦となったONE FC 5でティム・シルビアと対戦。アルロフスキーの放った反則のサッカーボールキックでシルビアが戦闘不能となったためノーコンテストとなった。

### UFC復帰
2014年6月14日、6年3か月ぶりのUFC参戦となったUFC 174でヘビー級ランキング14位のブレンダン・シャウブと対戦し、2-1の判定勝ちを収めた。
2014年9月13日、UFC Fight Night: Bigfoot vs. Arlovskiでヘビー級ランキング4位のアントニオ・シウバと4年ぶりに再戦し、右ストレートでダウンを奪いパウンドでKO勝ち。リベンジを果たし、パフォーマンス・オブ・ザ・ナイトを受賞した。
2015年5月23日、UFC 187でヘビー級ランキング3位のトラヴィス・ブラウンと対戦し、パンチラッシュでTKO勝ち。ファイト・オブ・ザ・ナイトを受賞した。
2015年9月5日、UFC 191でヘビー級ランキング10位のフランク・ミアと元ヘビー級王者同士の対戦を制し、3-0の判定勝ちを収めた。
2016年1月2日、UFC 195でヘビー級ランキング3位のスティーペ・ミオシッチと対戦し、1RKO負け。
2016年5月8日、UFC Fight Night: Overeem vs. Arlovskiでヘビー級ランキング3位のアリスター・オーフレイムと対戦し、パウンドでTKO負け。
2016年9月3日、UFC Fight Night: Arlovski vs. Barnettでヘビー級ランキング9位のジョシュ・バーネットと対戦し、リアネイキドチョークで一本負け。ファイト・オブ・ザ・ナイトを受賞した。
2017年1月28日、UFC on FOX 23でヘビー級ランキング10位のフランシス・ガヌーと対戦し、パウンドでTKO負け。
2017年6月17日、UFC Fight Night: Holm vs. Correiaでヘビー級ランキング13位のマルチン・ティブラと対戦し、0-3の判定負け。5連敗となった。
2017年11月11日、UFC Fight Night: Poirier vs. Pettisでヘビー級ランキング12位のジュニオール・アルビニと対戦し、3-0の判定勝ち。
2018年3月3日、UFC 222でヘビー級ランキング10位のステファン・ストルーフェと対戦し、3-0の判定勝ち。
2018年6月9日、UFC 225でヘビー級ランキング12位のタイ・トゥイバサと対戦し、0-3の判定負け。
2018年9月15日、UFC Fight Night: Hunt vs. Oliynykでヘビー級ランキング14位のシャミル・アブドゥラヒモフと対戦し、0-3の判定負け。
2018年12月29日、UFC 232でウォルト・ハリスと対戦し、1-2の判定負けを喫するも、ハリスが薬物検査に失格したためカリフォルニア州アスレチック・コミッションは試合結果をノーコンテストに変更した。後日ハリスは全米アンチ・ドーピング機関（USADA）とカリフォルニア州アスレチックコミッションから出場停止4カ月と罰金4000ドルが科せられた。
2019年11月2日、UFC 244でジャルジーニョ・ホーゼンストライクと対戦し、試合開始29秒にカウンターの左フックでKO負け。

## 戦績
| 総合格闘技 戦績 | 総合格闘技 戦績 | 総合格闘技 戦績 | 総合格闘技 戦績 | 総合格闘技 戦績 | 総合格闘技 戦績 | 総合格闘技 戦績 |
| --------------- | --------------- | --------------- | --------------- | --------------- | --------------- | --------------- |
| 60 試合         | (T)KO           | 一本            | 判定            | その他          | 引き分け        | 無効試合        |
| 34 勝           | 17              | 3               | 14              | 0               | 0               | 2               |
| 24 敗           | 12              | 3               | 9               | 0               | 0               | 2               |

| 勝敗 | 対戦相手                           | 試合結果                               | 大会名                                                                         | 開催年月日     |
| ×    | マルティン・ブダイ                 | 5分3R終了 判定1-2                      | UFC 303: Pereira vs. Procházka 2                                               | 2024年6月29日  |
| ×    | ワルド・コルテス＝アコスタ         | 5分3R終了 判定0-3                      | UFC Fight Night: Ankalaev vs. Walker 2                                         | 2024年1月13日  |
| ×    | ドンテイル・メイエス               | 2R 3:17 TKO（右フック→パウンド）       | UFC on ESPN 46: Kara-France vs. Albazi                                         | 2023年6月3日   |
| ×    | マルコス・ホジェリオ・デ・リマ     | 1R 1:50 リアネイキドチョーク           | UFC Fight Night: Kattar vs. Allen                                              | 2022年10月29日 |
| ○    | ジェイク・コリアー                 | 5分3R終了 判定2-1                      | UFC on ESPN 35: Font vs. Vera                                                  | 2022年4月30日  |
| ○    | ジャレッド・バンデラ               | 5分3R終了 判定2-1                      | UFC 271: Adesanya vs. Whittaker 2                                              | 2022年2月12日  |
| ○    | カルロス・フェリペ                 | 5分3R終了 判定3-0                      | UFC Fight Night: Ladd vs. Dumont                                               | 2021年10月16日 |
| ○    | チェイス・シャーマン               | 5分3R終了 判定3-0                      | UFC on ESPN 22: Whittaker vs. Gastelum                                         | 2021年4月17日  |
| ×    | トム・アスピナル                   | 2R 1:09 リアネイキドチョーク           | UFC Fight Night: Blaydes vs. Lewis                                             | 2021年2月20日  |
| ○    | タナー・ボーザー                   | 5分3R終了 判定3-0                      | UFC on ESPN 17: Santos vs. Teixeira                                            | 2020年11月7日  |
| ○    | フェリペ・リンス                   | 5分3R終了 判定3-0                      | UFC Fight Night: Smith vs. Teixeira                                            | 2020年5月13日  |
| ×    | ジャルジーニョ・ホーゼンストライク | 1R 0:29 KO（左フック）                 | UFC 244: Masvidal vs. Diaz                                                     | 2019年11月2日  |
| ○    | ベン・ロズウェル                   | 5分3R終了 判定3-0                      | UFC on ESPN 4: dos Anjos vs. Edwards                                           | 2019年7月20日  |
| ×    | アウグスト・サカイ                 | 5分3R終了 判定1-2                      | UFC Fight Night: Jacaré vs. Hermansson                                         | 2019年4月27日  |
| －   | ウォルト・ハリス                   | ノーコンテスト（ハリスの薬物検査失格） | UFC 232: Jones vs. Gustafsson 2                                                | 2018年12月29日 |
| ×    | シャミル・アブドゥラヒモフ         | 5分3R終了 判定0-3                      | UFC Fight Night: Hunt vs. Oliynyk                                              | 2018年9月15日  |
| ×    | タイ・トゥイバサ                   | 5分3R終了 判定0-3                      | UFC 225: Whittaker vs. Romero 2                                                | 2018年6月9日   |
| ○    | ステファン・ストルーフェ           | 5分3R終了 判定3-0                      | UFC 222: Cyborg vs. Kunitskaya                                                 | 2018年3月3日   |
| ○    | ジュニオール・アルビニ             | 5分3R終了 判定3-0                      | UFC Fight Night: Poirier vs. Pettis                                            | 2017年11月11日 |
| ×    | マルチン・ティブラ                 | 5分3R終了 判定0-3                      | UFC Fight Night: Holm vs. Correia                                              | 2017年6月17日  |
| ×    | フランシス・ガヌー                 | 1R 1:32 TKO（右アッパー→パウンド）     | UFC on FOX 23: Shevchenko vs. Pena                                             | 2017年1月28日  |
| ×    | ジョシュ・バーネット               | 3R 2:53 リアネイキドチョーク           | UFC Fight Night: Arlovski vs. Barnett                                          | 2016年9月3日   |
| ×    | アリスター・オーフレイム           | 2R 1:12 TKO（左フック→パウンド）       | UFC Fight Night: Overeem vs. Arlovski                                          | 2016年5月8日   |
| ×    | スティーペ・ミオシッチ             | 1R 0:54 TKO（右フック→パウンド）       | UFC 195: Lawler vs. Condit                                                     | 2016年1月2日   |
| ○    | フランク・ミア                     | 5分3R終了 判定3-0                      | UFC 191: Johnson vs. Dodson 2                                                  | 2015年9月5日   |
| ○    | トラヴィス・ブラウン               | 1R 4:41 TKO（スタンドパンチ連打）      | UFC 187: Johnson vs. Cormier                                                   | 2015年5月23日  |
| ○    | アントニオ・シウバ                 | 1R 2:59 KO（右ストレート→パウンド）    | UFC Fight Night: Bigfoot vs. Arlovski                                          | 2014年9月13日  |
| ○    | ブレンダン・シャウブ               | 5分3R終了 判定2-1                      | UFC 174: Johnson vs. Bagautinov                                                | 2014年6月14日  |
| ○    | アンドレアス・クラニオタキス       | 2R 3:14 TKO（パンチ連打）              | Fight Nights: Battle on Nyamiha                                                | 2013年11月29日 |
| ○    | マイク・カイル                     | 5分3R終了 判定3-0                      | WSOF 5: Arlovski vs. Kyle                                                      | 2013年9月14日  |
| ×    | アンソニー・ジョンソン             | 5分3R終了 判定0-3                      | WSOF 2: Arlovski vs. Johnson                                                   | 2013年3月23日  |
| ○    | マイク・ヘイズ                     | 5分3R終了 判定3-0                      | Fight Nights: Battle of Moscow 9                                               | 2012年12月16日 |
| ○    | デヴィン・コール                   | 1R 2:37 TKO（右フック→パウンド）       | WSOF 1: Arlovski vs. Cole                                                      | 2012年11月3日  |
| －   | ティム・シルビア                   | 2R 4:46 ノーコンテスト（反則）         | ONE FC 5: Pride of a Nation                                                    | 2012年8月31日  |
| ○    | トラビス・フルトン                 | 3R 4:59 KO（左ハイキック）             | ProElite 2: Big Guns                                                           | 2011年11月5日  |
| ○    | レイ・ロペス                       | 3R 2:43 TKO（マウントパンチ）          | ProElite 1: Arlovski vs. Lopez                                                 | 2011年8月27日  |
| ×    | セルゲイ・ハリトーノフ             | 1R 2:49 KO（右フック→パウンド）        | Strikeforce: Fedor vs. Silva 【ワールドグランプリ・ヘビー級トーナメント1回戦】 | 2011年2月12日  |
| ×    | アントニオ・シウバ                 | 5分3R終了 判定0-3                      | Strikeforce: Heavy Artillery                                                   | 2010年5月15日  |
| ×    | ブレット・ロジャース               | 1R 0:22 TKO（スタンドパンチ連打）      | Strikeforce: Lawler vs. Shields                                                | 2009年6月6日   |
| ×    | エメリヤーエンコ・ヒョードル       | 1R 3:14 KO（右フック）                 | Affliction: Day of Reckoning 【WAMMA世界ヘビー級タイトルマッチ】               | 2009年1月24日  |
| ○    | ロイ・ネルソン                     | 2R 3:14 KO（右ストレート）             | EliteXC: Heat                                                                  | 2008年10月4日  |
| ○    | ベン・ロズウェル                   | 3R 1:13 KO（スタンドパンチ連打）       | Affliction: Banned                                                             | 2008年7月19日  |
| ○    | ジェイク・オブライエン             | 2R 4:17 TKO（マウントパンチ）          | UFC 82: Pride of a Champion                                                    | 2008年3月1日   |
| ○    | ファブリシオ・ヴェウドゥム         | 5分3R終了 判定3-0                      | UFC 70: Nations Collide                                                        | 2007年4月21日  |
| ○    | マーシオ・"ペジパーノ"・クルーズ   | 1R 3:15 KO（パウンド）                 | UFC 66: Liddell vs. Ortiz 2                                                    | 2006年12月30日 |
| ×    | ティム・シルビア                   | 5分5R終了 判定0-3                      | UFC 61: Bitter Rivals 【UFC世界ヘビー級タイトルマッチ】                        | 2006年7月8日   |
| ×    | ティム・シルビア                   | 1R 2:43 TKO（右アッパー→パウンド）     | UFC 59: Reality Check 【UFC世界ヘビー級タイトルマッチ】                        | 2006年4月15日  |
| ○    | ポール・ブエンテロ                 | 1R 0:15 KO（右フック）                 | UFC 55: Fury 【UFC世界ヘビー級タイトルマッチ】                                 | 2005年10月7日  |
| ○    | ジャスティン・エイラーズ           | 1R 4:10 TKO（パウンド）                | UFC 53: Heavy Hitters 【UFC世界ヘビー級暫定タイトルマッチ】                    | 2005年6月4日   |
| ○    | ティム・シルビア                   | 1R 0:47 アキレス腱固め                 | UFC 51: Super Saturday 【UFC世界ヘビー級暫定王座決定戦】                       | 2005年2月5日   |
| ○    | ウェズリー・コレイラ               | 2R 1:15 TKO（スタンドパンチ連打）      | UFC 47: It's On                                                                | 2004年4月2日   |
| ○    | ウラジミール・マティシェンコ       | 1R 1:59 KO（右アッパー）               | UFC 44: Undisputed                                                             | 2003年9月26日  |
| ○    | イアン・フリーマン                 | 1R 1:25 TKO（スタンドパンチ連打）      | UFC 40: Vendetta                                                               | 2002年11月22日 |
| ×    | ペドロ・ヒーゾ                     | 3R 1:45 KO（スタンドパンチ連打）       | UFC 36: Worlds Collide                                                         | 2002年3月22日  |
| ×    | リコ・ロドリゲス                   | 3R 1:23 TKO（マウントパンチ）          | UFC 32: Showdown in the Meadowlands                                            | 2001年6月29日  |
| ○    | アーロン・ブリンク                 | 1R 0:55 腕ひしぎ十字固め               | UFC 28: High Stakes                                                            | 2000年11月17日 |
| ○    | ジョン・ディクソン                 | 1R KO（パンチ連打）                    | Super Fight at International Tournament                                        | 2000年5月13日  |
| ○    | ローマン・ゼンツォフ               | 1R 1:18 TKO（パンチ連打）              | M-1 MFC: European Championship 2000 【ヘビー級 決勝】                          | 2000年4月9日   |
| ○    | ミハエル・ティエロイ               | 1R 1:25 フロントチョーク               | M-1 MFC: European Championship 2000 【ヘビー級 1回戦】                         | 2000年4月9日   |
| ×    | ヴィアチェスラフ・ダトシク         | 1R 6:05 KO（右ストレート）             | M-1 MFC: World Championship 1999 【1回戦】                                     | 1999年4月9日   |

## 獲得タイトル
- 世界サンボ選手権 100kg超級 準優勝（1999年）
- M-1 MFC European Championship 2000 ヘビー級 優勝（2000年）
- UFC世界ヘビー級暫定王座（2005年）
- 第11代UFC世界ヘビー級王座（2005年）

## 表彰
- サンボ スポーツマスター
- UFC ファイト・オブ・ザ・ナイト（2回）
- UFC パフォーマンス・オブ・ザ・ナイト（1回）
- SHERDOG ラウンド・オブ・ザ・イヤー（2015年）

## 出演映画
- ユニバーサル・ソルジャー:リジェネレーション（2009年）-NGU役
- ユニバーサル・ソルジャー 殺戮の黙示録（2012年）-マグナス役